# Sedalia, Missouri
Sedalia är en stad (city) i Pettis County i delstaten Missouri i USA. Staden hade 21 725 invånare, på en yta av 36,91 km² (2020). Sedalia är administrativ huvudort (county seat) i Pettis County. Missouri State Fair har hållits i Sedalia sedan 1901.